# 分配器

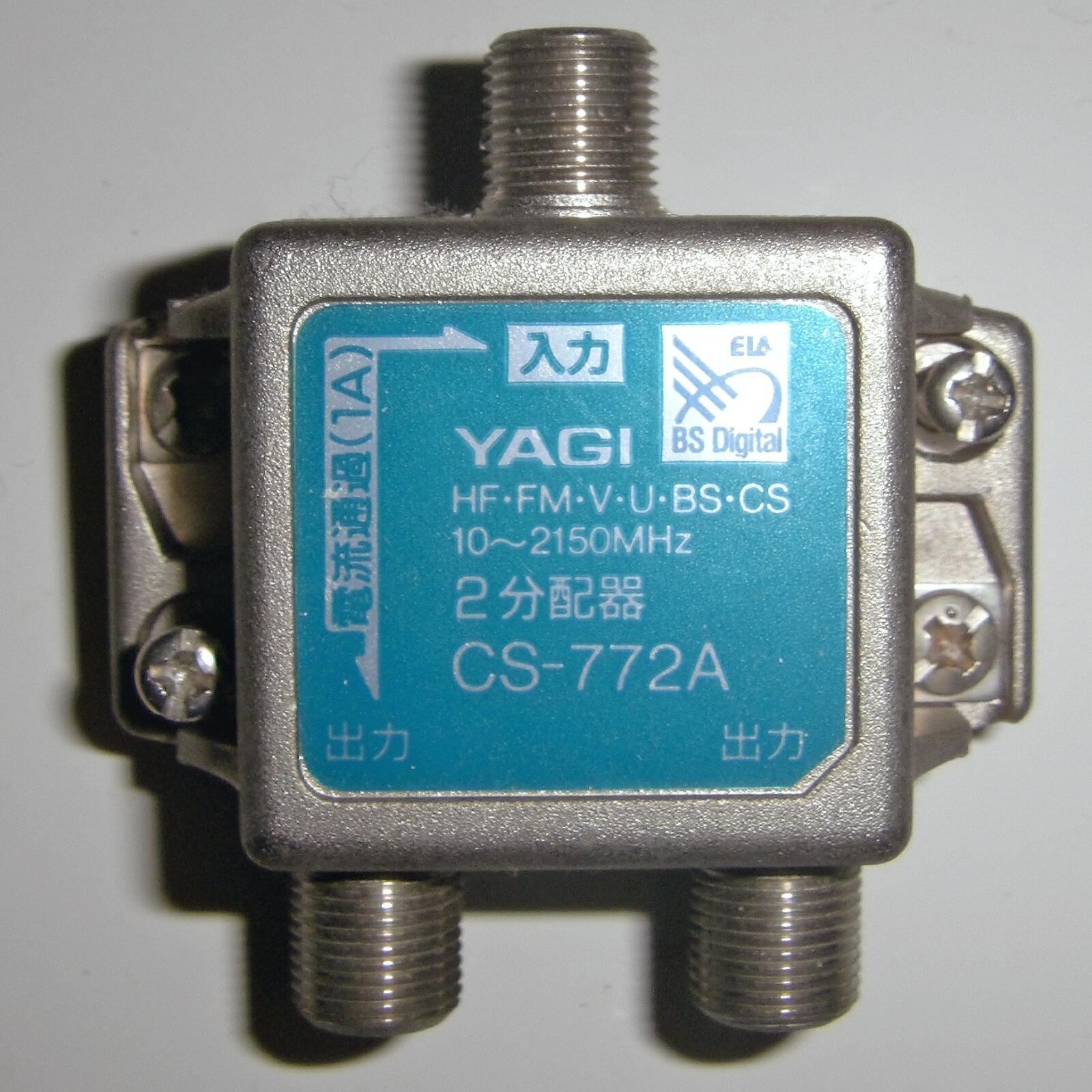
分配器の一例。写真はF型コネクタで接続し2つに配分する放送受信向けタイプ。八木アンテナ (企業)

分配器（ぶんぱいき）とは、入力された電気信号を同一のまま複数に配分する機器。

## アンテナ分配器
アンテナ分配器は、アンテナで受信した高周波信号をインピーダンス整合が乱れないようにしながら複数に分ける機器である。
1つのアンテナを使って2台のテレビを見ようとする場合には、放送電波を受信することで生じた高周波電流は給電線を流れて屋内へ引き込まれるが、単純にそのまま2台のテレビへ電線をつないだのでは、多くの場合、インピーダンスが合わずに、高周波信号は正しくテレビに供給できない。分配器は、給電線の分岐点でインピーダンス整合を保ったまま、2台のテレビに電波を供給することができる。

### 信号の減衰と増幅
1本のアンテナを2台のテレビに分配した場合、それぞれテレビに供給されるエネルギーは半分になる。テレビ局のサービス・エリア内であれば、放送波の電界強度は十分ある。このため、1本のアンテナを2台や3台のテレビに分配したとしても、映りが悪くなることはなく、通常は単に分配器を設置するだけでよい。しかし、電波の弱い地域や、電波の強い地域でも何百台ものテレビに分配するとなると、分配による信号の減衰が無視できなくなる。このような場合、受信ブースターを使い減衰を補償する。例えば数百台規模のテレビ配信する場合には受信ブースターを途中に入れ、各受像機への信号の減衰を防いでいる。したがって、分配器を設置する場合には状況により、受信ブースターが必要となる。

## AV分配器
レコーダーやゲーム機など、1つの機器の信号を、複数のテレビやモニタなどに同時出力する機器をいう。HDMI分配器、コンポジット分配器、S端子分配器などがある。なお、複数の機器の信号を1つのモニタに切り替えて出力するものをAVセレクターといい、分配器とは異なるものである。AVセレクターの中にも2つ以上の出力端子があり、同時出力が可能な分配器の機能が備わったものもある。

### 信号の減衰と増幅
アンテナの場合と同じく、1台のVTRから数十台のVTRへ録画をする場合も同様な理由でベースバンド映像信号の増幅器を備えた分配器（映像技術分野では映像分配増幅器 (Video Distribution Amplifier, VDA)と称する）を用いて行う。

## デュープレクサ、トリプレクサ
1本の給電線を2回路に分配するものをデュープレクサ、3回路に分配するものをトリプレクサという。なお、携帯電話や業務無線の分野では、デュープレクサは、同時送受信をする際に送信信号が受信部に回り込まないように、フィルタを組み合わせて設計された分波器を指す。アマチュア無線の場合は、異なるアマチュアバンドのアンテナを1本のアンテナで共用する際に、フィルタを組み合わせて設計された分波器を指す。トリプレクサは、三つの異なる周波数帯のアンテナを1本のアンテナで共用する際に、フィルタを組み合わせて設計された分波器を指す。これらは、分配器とは似て非なるものであり、分配器はエネルギーが半分になるが、デュープレクサ、トリプレクサは、適切に設計されたものであれば、エネルギーの損失はほとんど無い。

## 分岐器
分岐器（ぶんきき）とは、テレビのアンテナ線などの配線において、信号の一部を分ける部品であり、「スプリッタ」とも言う。「分配器」が信号を等分に分けるのに対して、「分岐器」は幹線から支線に分ける、というように非対称で信号を分配する。共聴設備で、個別の配線に分けるときなどに使う。